# رودلف لاندولت
رودلف لاندولت هو لاعب كرة قدم سويسري في مركز الدفاع، ولد في 31 أكتوبر 1957. لعب مع نادي زيورخ.